# Fahrzeug-Museum Bäretswil
Das Fahrzeug-Museum Bäretswil ist ein privates Automuseum in Bäretswil, Kanton Zürich.

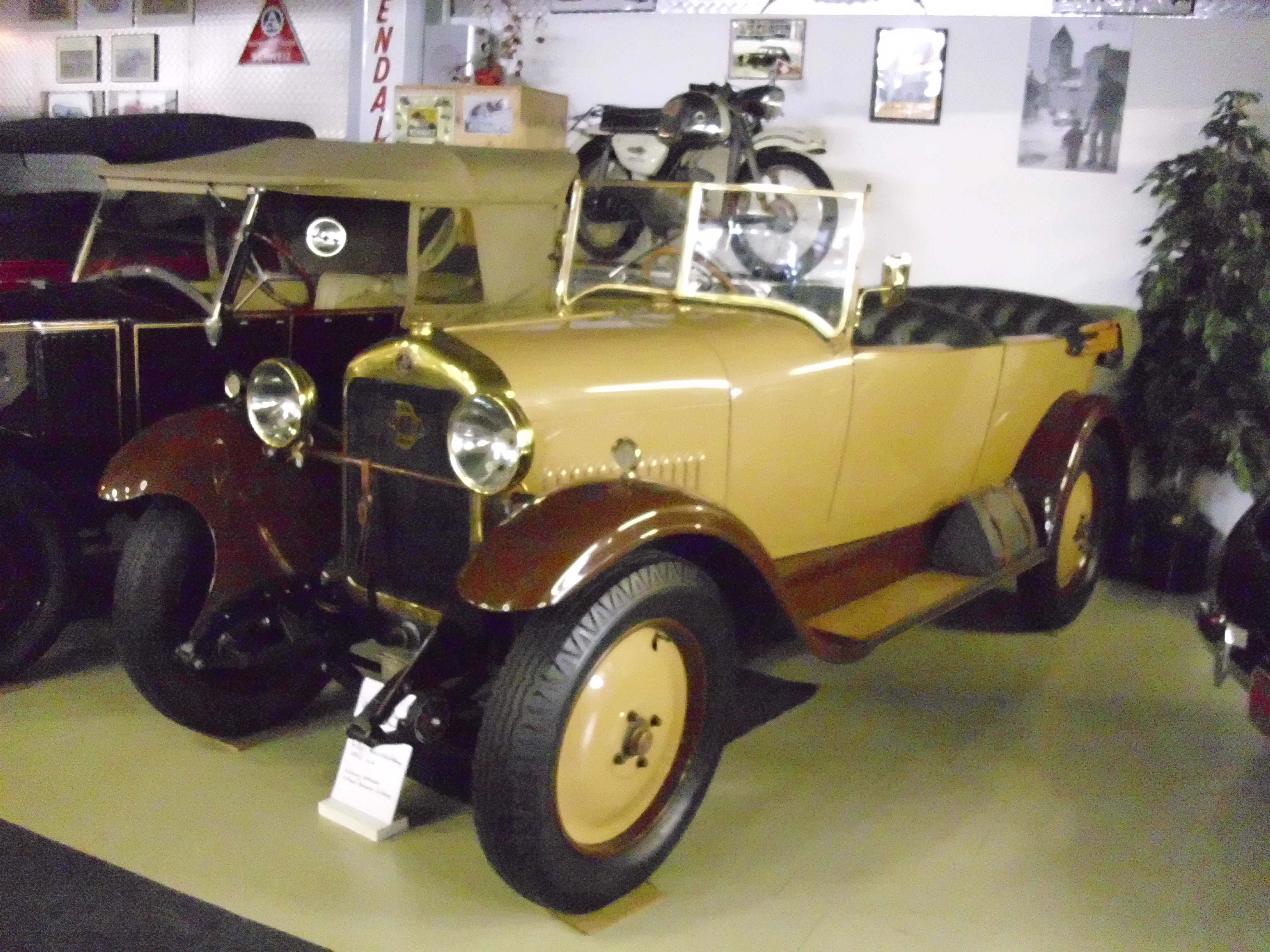
Eine Delaugère & Clayette Type V, von 1925 im Fahrzeug-Museum Bäretswil

Das Museum zeigt auf 1400 Quadratmetern
- Automobile ab 1886
- Motorräder ab 1921
- Fahrräder ab 1883
- Fahrräder mit Hilfsmotoren
- Traktoren ab 1917
- Kutschen ab 1900
- Fluggeräte (dzt. eine Mirage IIIC, eine Alouette III und einen Gyrokopter)
- Panzer.

Das Museum entstand aus der Sammlung der Familie von Jean-Louis Junod und ist seit 2004 öffentlich zugänglich.